# Suleatîci, Jîdaciv
Suleatîci (în ucraineană Сулятичі) este un sat în comuna Sîdorivka din raionul Jîdaciv, regiunea Liov, Ucraina.

## Demografie
Componența lingvistică a localității Suleatîci
     Ucraineană (99,49%)
     Alte limbi (0,34%)
Conform recensământului din 2001, majoritatea populației localității Suleatîci era vorbitoare de ucraineană (99,49%), existând în minoritate și vorbitori de alte limbi.